# Лекционарий

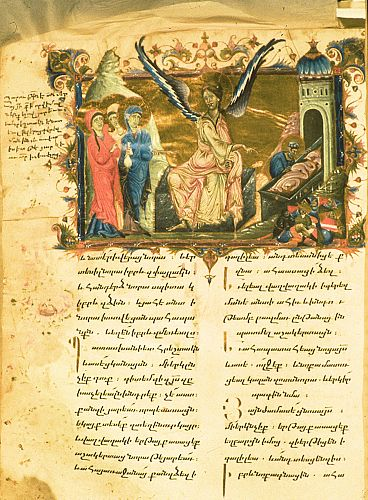
Страница армянского лекционария (XIII век, Киликия)

Лекциона́рий (лат. Lectionarium) — богослужебная книга, сборник фрагментов текстов Священного Писания, расположенных согласно порядку церковного года и применяемая во время богослужений для библейских чтений Литургии слова, в восточной традиции именуемой литургией оглашенных. Возникновение лекционариев различные исследователи относят к III—VIII векам, предшественниками полноценных лекционариев были лекционарные заметки на полях манускриптов священного писания.
Лекционарии создавались в рамках различных литургических традиций: так, например, в доиконоборческий период византийского обряда использовались иерусалимский и константинопольский лекционарии. Апракосы современных православных церквей являются разновидностью лекционариев.

## Богослужебное использование вКатолической церкви
Существует 3 тома лекционария, каждый из которых относится к своему периоду литургического года. Чтения распределены по трёхлетнему циклу (так называемые циклы A, B и C), так в первое воскресенье Адвента 2008 года начинается цикл чтений B, а первое воскресенье Адвента 2009 года — цикл чтений C и т. д. За три года на литургии прочитывается весь Новый Завет и большая часть Ветхого.
Библейские чтения каждого дня приведены в лекционарии в той последовательности, которая соблюдается в ходе литургии:
- Первое чтение. (Ветхий Завет) или (Апостол)
- Ответный или Респонсориальный псалом.
- Второе чтение (Новый Завет, только по воскресеньям и праздникам)
- Аллилуйя (во время Великого поста меняется на песнопение «Слава Тебе, Слово Божие».
- Евангелие

Во время Литургии слова лекционарий должен лежать на амвоне, откуда читается Священное писание. Первое и второе чтение обычно читает чтец или министрант; Евангелие читается диаконом или, в его отсутствии, священником.

## История
Как на Востоке, так и на Западе с древности для чтения Слова Божия использовались две книги, одна из которых содержала 4 Евангелия, а другая Деяния и Послания апостолов. На Западе за ними закрепились названия Евангелиарий и Эпистолярий, а на востоке Евангелие и Апостол. Начиная с X века на Западе (а местами и на Востоке) развилась тенденция включать библейские чтения в частные литургические последования. Тридентский собор закрепил эту практику, и библейские чтения стали включаться в миссал.
В ходе литургической реформы середины XX века отдельный сборник библейских литургических чтений был возрождён и стал именоваться лекционарием.